# Madhira
Madhira é uma cidade do distrito de Andhra Pradesh, Índia.